# Lycorina splendidula
Lycorina splendidula är en stekelart som beskrevs av Ian D. Gauld 1984. Lycorina splendidula ingår i släktet Lycorina och familjen brokparasitsteklar. Inga underarter finns listade i Catalogue of Life.